# サンリス
サンリス （Senlis）は、フランス、オー＝ド＝フランス地域圏、オワーズ県のコミューン。パリの約40マイル北にある。シャンティイーの森と南のエルムノンヴィルの森との間にある。
中世には王たちの住居が置かれ、長い歴史に伴う豊富な遺産と多くの美術館がある。大聖堂のある旧市街には、ガロ＝ローマ時代や中世の城壁に囲まれた狭い通りと古い家屋が並ぶ。

## 地理
ボーヴェから44km、アミアンから79km離れている。
ヴァロワ地方に含まれるサンリスは、穀物生産の風景を提供する豊富なシルトの平野に囲まれている。エルムノンヴィルの森、アラットの森、シャンティイーの森がサンリスで交差しており、森の面積はおよそ12,000ヘクタールになる。都市の歴史的中心地は、ノネット川（オワーズ川の支流）を見下ろす位置にある。この川は水源のナントゥイユ＝ラ＝アルドゥワンから41kmでオワーズ川に達する。

## 交通
- 道路 - かつてパリ＝リール間の主要道だったN17。現在は県道1017号となっている。パリ＝リール間をつなぐ高速道A1がコミューン近くを走る。
- 鉄道 - シャンティイーにあるシャンティイー-グヴィュー駅はTERピカルディー、RER D線が停まる。サンリス駅は1960年に廃止された[2]。

## 由来

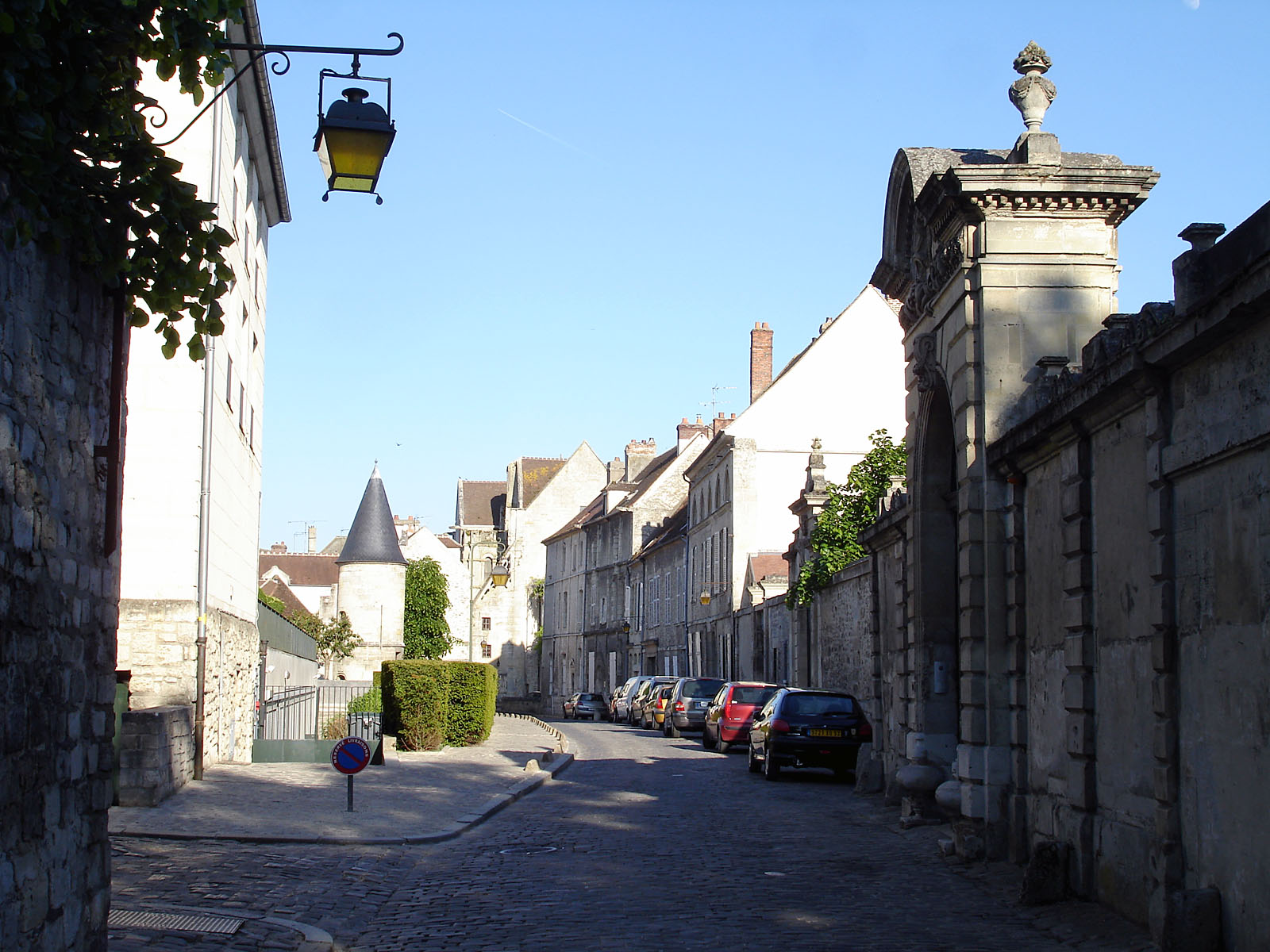
ボーヴェ通り

サンリス最古の名はSulbanectium civitas（Sylvanectesの町）である。ガリア系の名selvanosから派生したケルト人の名を地名にしたと思われる。selvanosとは所有物や資産を意味し、後年にラテン語で森を意味するSilvanusと混同され、ケルト語の接尾辞-ectiがついた。1世紀に記された名は、Augustomagus Silvanectum（シルウァネクテスのアウグストゥスの市場）であった。5世紀はCivitas SilvanectumまたはSilvanectisであった。6世紀にSinletis、8世紀にSelnectensis、9世紀にはSeenlysとなった。Senlisとなったのは12世紀からである。

## 歴史

### 古代から中世

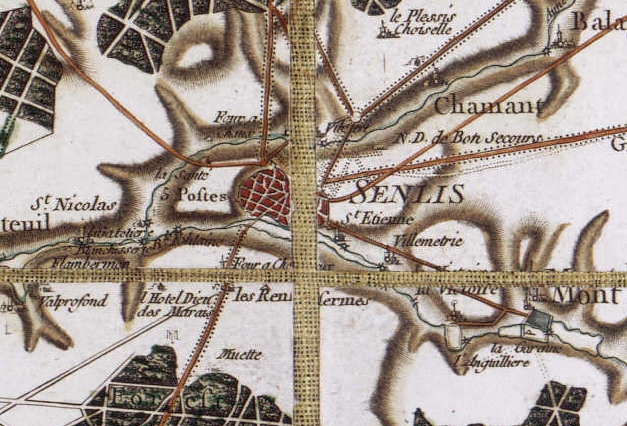
1780年代のカッシーニ地図に描かれたサンリス

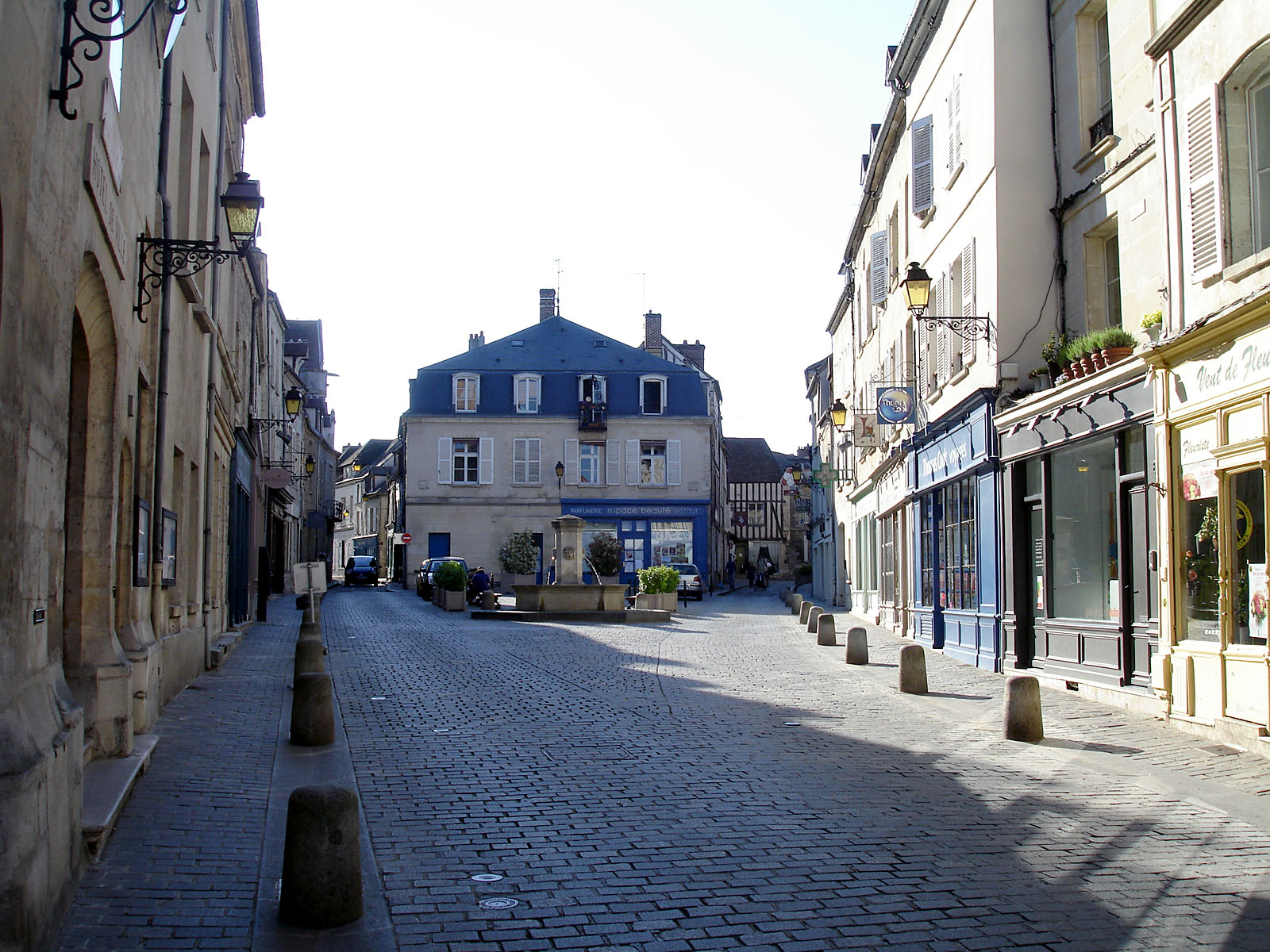
アンリ4世広場

古代、ケルトの一部族シルウァネクテス族の本拠地であった。ローマ時代に多くの都市のようにローマ皇帝に捧げられた名前アウグストマグス（Augustomagus、アウグストゥスの市場）と呼ばれたが、ケルト語の-magus、-magosをその名に加えていた。3世紀には軍事上の要所となり、蛮族の侵攻に備えて4フィートの厚さの防護壁で囲まれていた。囲まれた一帯の面積は7ヘクタールだった。ガロ＝ローマ時代の壁の遺跡は現在も見られる。3世紀、聖リュールがサンリスに福音を伝えた。
カール大帝時代に伯爵領の中心となり、981年にユーグ・カペーが領有することとなった。987年に彼はフランス王になった。カペー朝でのサンリスは王立都市となり、ユーグ・カペーからシャルル10世までのフランス王たちの居住地となった。王たちは城を築き、その遺構が今も残る。
12世紀から13世紀にサンリスは全盛期を迎えた。羊毛や皮、ワインの売買で成長した。市場は大きくなり、ノネット川沿いには製粉所がつくられた。人口が増えるにつれ都市の面積が拡張され、新たな城壁が必要となった。フィリップ2世時代、ガロ＝ローマ時代のものより高く幅の広い第二の城壁が建設された。
1153年からノートルダム教会が建設された他、多くの教会が建てられた。
1173年、ルイ7世より自治体憲章が授けられた。サンリス住民は王に近い重要な役割を担うようになった。告解師にしてサンリス司教ゲランはフィリップ2世の重臣であった。彼はブーヴィーヌの戦いでの功を授けられ、1222年にサンリス郊外にヴィクトワール修道院を建てた。1265年、サンリスに代官区が設置され、ボーヴェとヴェクサンの広大な土地が含まれた。1319年、借金で首が回らなくなった自治体は取り潰され、王権の直接管理下に入った。
サンリスは百年戦争で荒廃した。しかし1418年にアルマニャック派軍に包囲された時は、都市の破壊を免れた。それにもかかわらず、6人の人質が処刑された。
戦争で経済は台無しにされ、15世紀末まで、多くの建造物の再建や復元はならなかった。1493年、シャルル8世はブルゴーニュ公神聖ローマ皇帝マクシミリアン・ドートリッシュとサンリス条約を結んだ。

### 近代
16世紀のサンリスは、司法、代官区、選挙、塩税収入、水、森林で重要な役割を担っていた。しかし1582年にボーヴェを中心とした代官区が設定されたことや、ユグノー戦争の勃発がサンリスの復興に新たな打撃を与えた。ユグノー戦争中のサンリスは、コミューン内にユグノーがおり、近隣のコミューンが暴力に屈する中で、調和の取れている模範であった（1572年にパリやモーではユグノー虐殺が起きている）。1577年、サンリスは未来のアンリ4世に味方したイル＝ド＝フランス地方の都市のひとつとなった。
3世紀にわたり、サンリスはその経済的影響力と人口の割合を減少させ、ゆっくりと衰退していった。代々の王たちが長くとどまった城は保全されることなく荒れていった。一方で教会や神学校、多くの信者団体が徐々に新設されていった。長期にわたる宗教支配は自治体と住民を悩ませたが、減速することはなかった。
18世紀、フランドルへ向かう道がサンリスから東へ設けられた。18世紀半ば、中世からあった城壁や門が取り払われた。17世紀から18世紀に建てられた多くの邸宅が現在も残っている。フランス革命時代、サンリス司教座、修道会、規模の大きな修道院が廃止された。コミューンを宗教が支配する時代は終わった。破壊活動は、重要な記念物の詰め込まれている、聖堂の出入り口といった一部に限られた。しかし、数多くある古い宗教施設は、国家資産のように売却されたのである。

### 現代
コミューン経済が瀕死の状態であったのに、信仰生活を送るコミューンは無為にその日を暮らしていた。北部鉄道はサンリスではなくシャンティイーやクレイユを通り、サンリスを見捨てた。サンリスは県の小さな郡庁所在地のままだった。1832年にはコレラ流行に見舞われた。
第二次世界大戦中、サンリスの入り口でいくつかの戦闘が起き、ドイツ軍によって4年間占領された。コミューンがアメリカ軍によって解放されたのは1944年8月であった。
1950年代、パリ首都圏の成長が始まった。1964年12月より、サンリスを通る北部高速道の建設が始まった。そして最後に、1974年のシャルル・ド・ゴール空港の開港が、コミューンの経済進展に有利な局面をもたらした。急激な人口増加のため、郊外に新たな地区がつくられた。1962年、マルロー法によって旧市街の42エーカーが文化財保護区にされた。1969年より、高速道沿いに経済・商業エリアが生まれた。

## 史跡
- ノートルダム聖堂 - 12世紀から13世紀。サン＝ドニ大聖堂を模して作られたゴシック様式建築を一部に残す。サンリス司教座は1801年に廃止されており、現在はボーヴェ＝サンリス＝ノワイヨン司教座の管轄下にある。
- ガロ＝ローマ時代のアリーナ - 1世紀から3世紀。
- 旧王宮とサン＝モーリス修道院 - 9世紀の間カロリング朝の王たちが滞在した。サン＝ドニ礼拝堂や建物の主要部分は1137年以前に建てられたものである。修道院は聖モーリスの聖遺物を祀るためルイ9世が建てた。
- サン＝フランブール参事会教会 - 10世紀後半、ユーグ・カペーの妃アデライード・ダキテーヌが建立。フランス革命後国家資産として売却され、プロイセン軍に接収されたり店舗として使用されたが、ピアニストのジョルジュ・シフラが建物を購入し修復作業を行った。

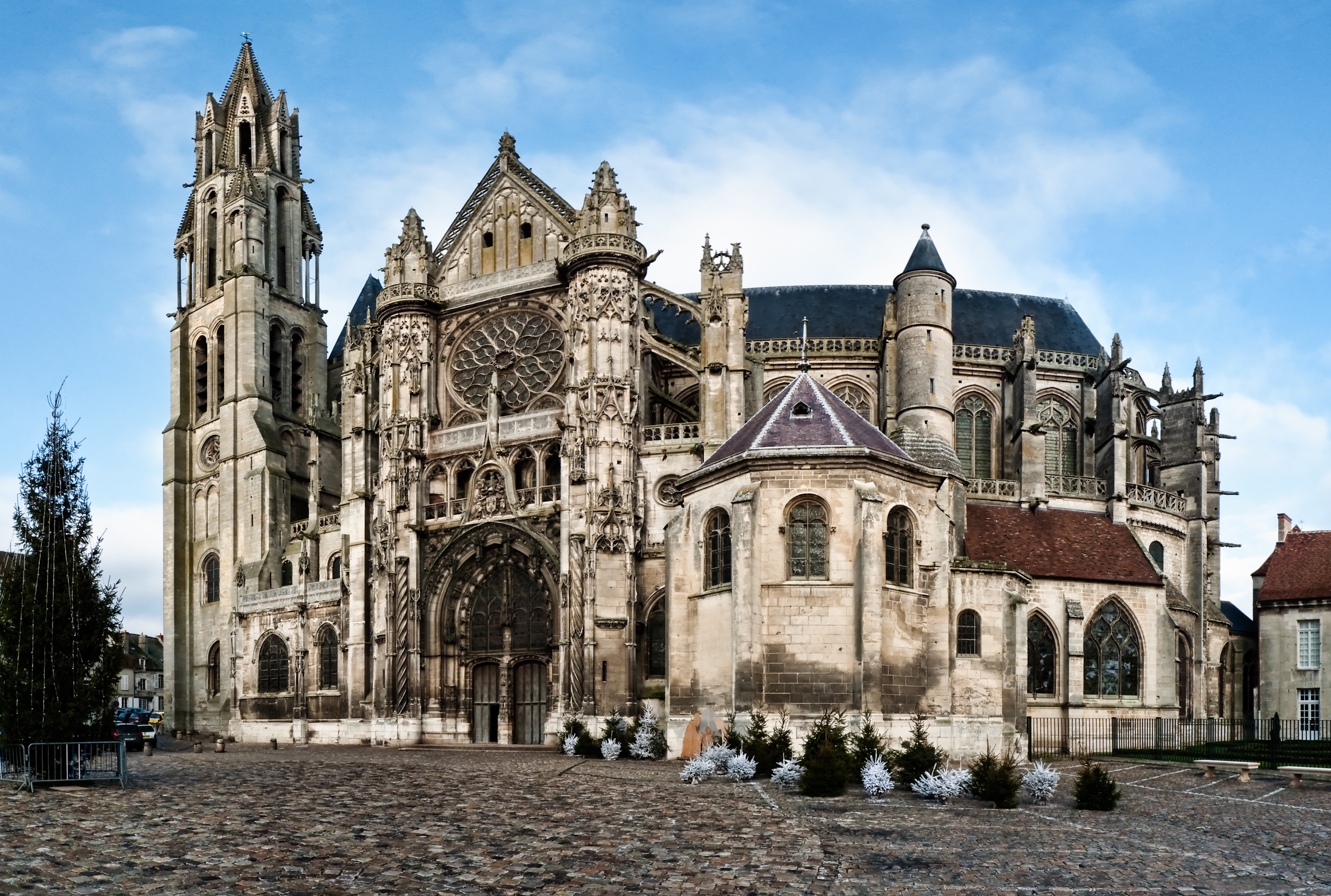
ノートルダム聖堂
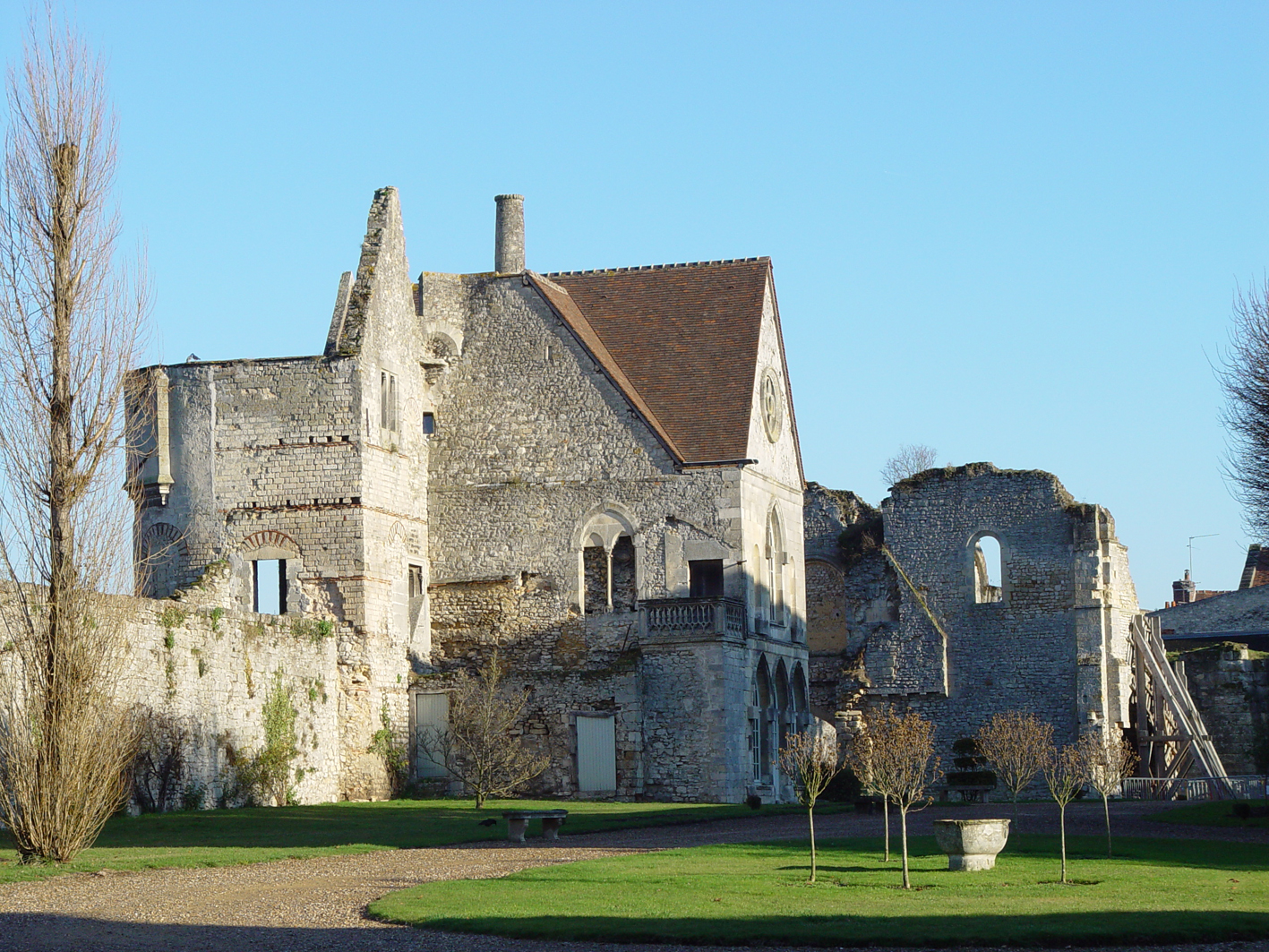
旧王宮跡
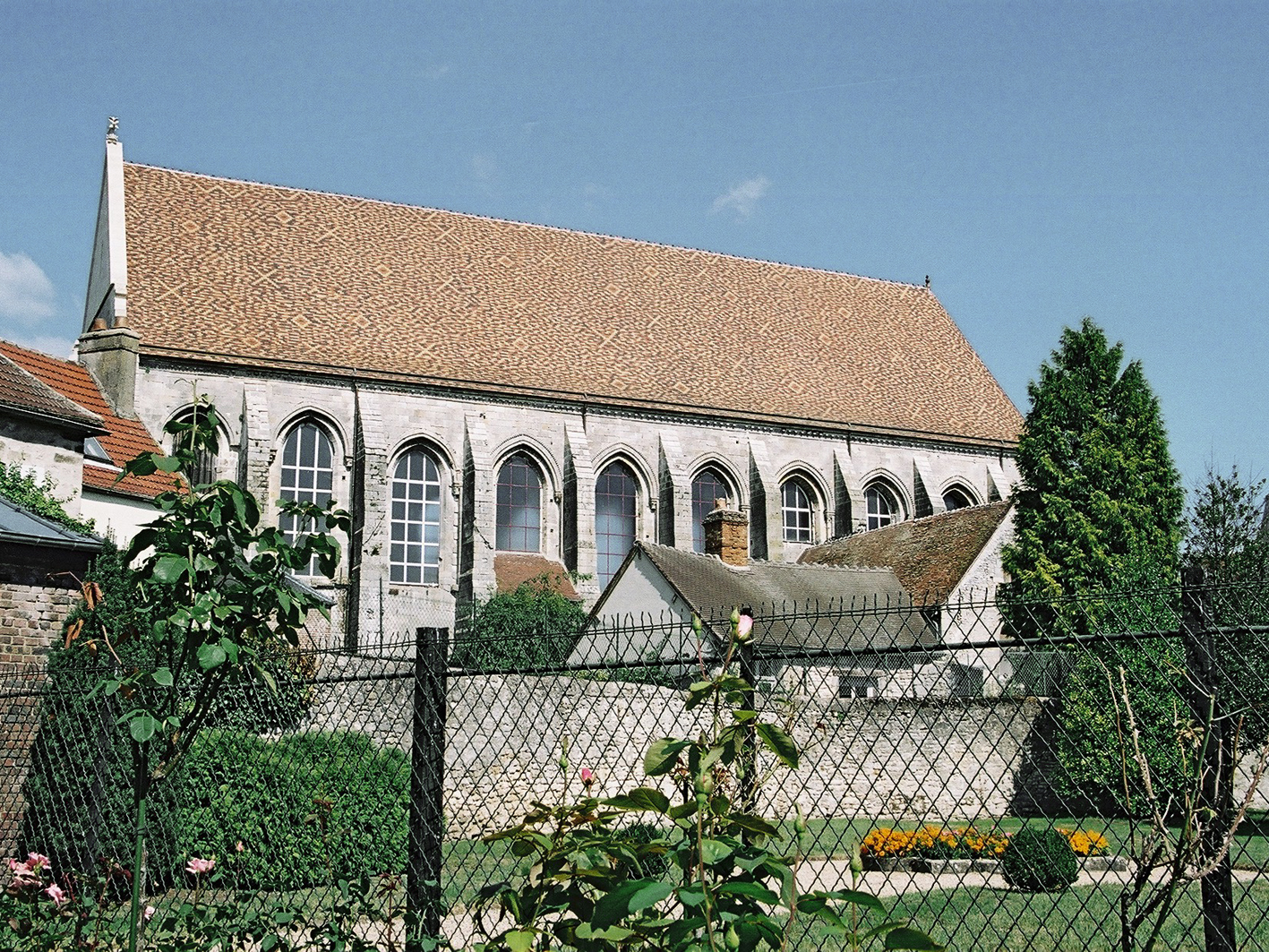
サン＝フランブール参事会教会
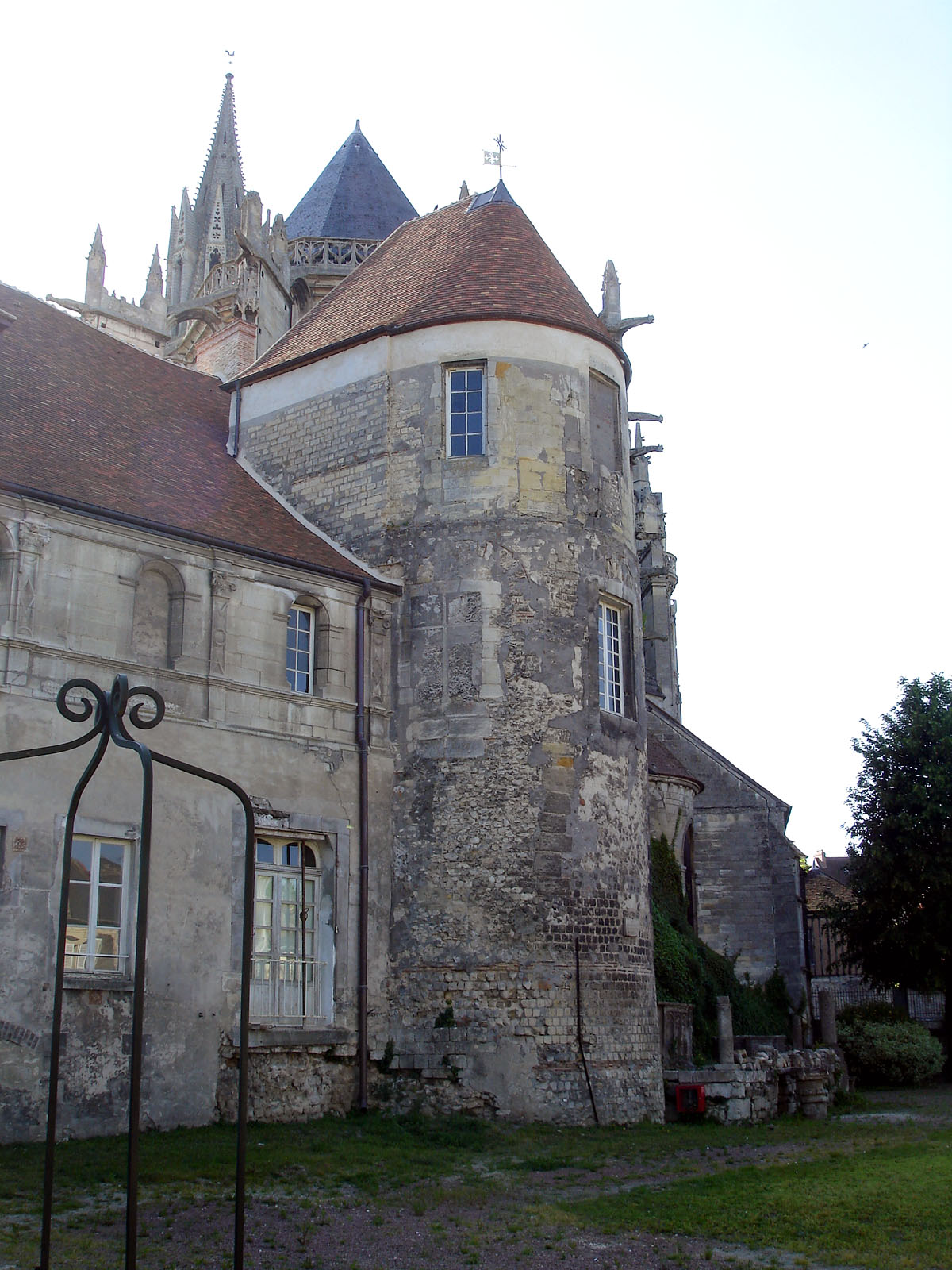
旧司教宮殿の塔
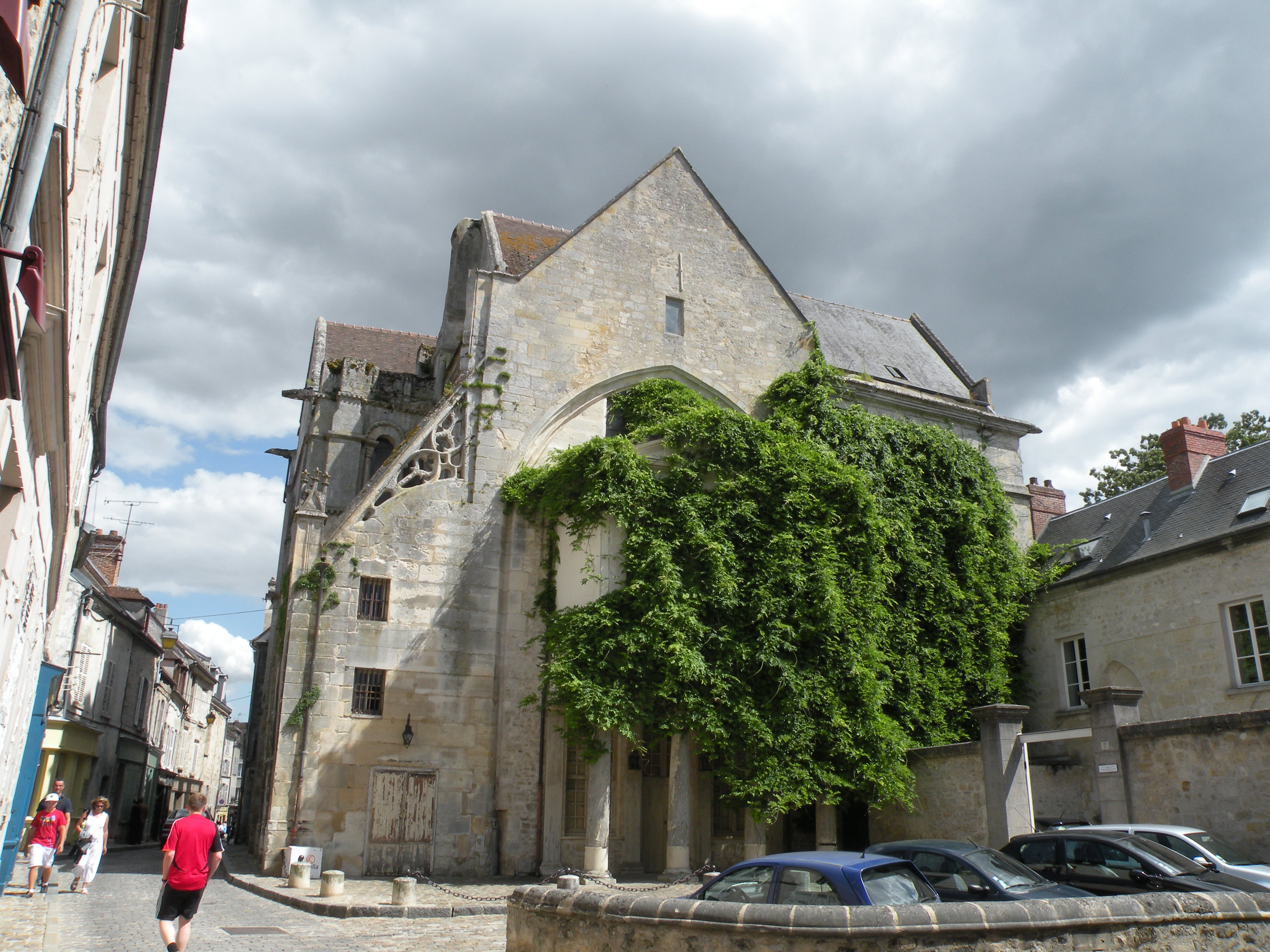
サンタニャン教会

## 映画の中のサンリス
古く狭い小路など歴史あるたたずまいのサンリスは、パリに近いため多くの映画作品の舞台となってきた。以下はサンリスで撮影された一部の映画作品と監督名をあげる。
- 銀河（1968年） - ルイス・ブニュエル
- ダントン（1982年） - アンジェイ・ワイダ
- ロバと王女（1970年） - ジャック・ドゥミ
- 髪結いの亭主（1990年） - パトリス・ルコント
- 王妃マルゴ（1994年） - パトリス・シェロー
- ル・ディヴォース/パリに恋して（2003年） - ジェームズ・アイヴォリー
- セラフィーヌの庭（2008年） - マルタン・プロヴォスト

## 姉妹都市
- ランゲンフェルト、ドイツ
- ニュー・リッチモンド、カナダ
- キエフ・ペトチェルスク区、ウクライナ
- モンターレ、イタリア

## 出身者
- フレデリク・アンヴィ - 野球選手
- トマ・クチュール - 画家
- ケヴァン・ガメイロ - サッカー選手
- エルヴィス・ヴェルムラン - ラグビー選手
- ジェローム・ティオン - ラグビー選手
- ベルナール・カズヌーヴ - 政治家
- クレール・ケーム - 女優、歌手
- アントワーヌ・ボーメ - 化学者
- サンリスのセラフィーヌ（セラフィーヌ・ルイ） - サンリスで制作した画家（生まれはサンリスから約30キロのアルシー）